# ژاروشیتسه
ژاروشیتسه (به لاتین: Žarošice) یک منطقهٔ مسکونی در جمهوری چک است که در شهرستان هودونین واقع شده‌است. ژاروشیتسه ۱۴٫۷۶ کیلومتر مربع مساحت و ۱٬۰۵۱ نفر جمعیت دارد و ۲۱۲ متر بالاتر از سطح دریا واقع شده‌است.